# Flicker Sessions
Tournées par Niall Horan
Flicker World Tour
Flicker Sessions est la première tournée du chanteur Niall Horan afin de promouvoir son premier album Flicker. 20 concerts sont donnés avant la tournée mondiale Flicker World Tour en 2018. La tournée débute à Dublin, Irlande le 29 août 2017 et se termine à San Francisco, Californie le 22 novembre 2017.  

## Premières parties
- Gavin James (Amérique du Nord, quelques villes)
- Wild Youth (Dublin)
- Picture This (Londres, Stockholm)
- Corey Harper (Lake Buena Vista, Atlanta)

## Setlist
La liste suivante a été faite pour le concert du 3 septembre en Suède. Elle a été modifiée pour les autres dates.
1. The Tide
2. Seeing Blind
3. This Town
4. Paper Houses
5. You and Me
6. Fire Away
7. Flicker
8. Too Much To Ask
9. Since We're Alone
10. Mirrors
11. On The Loose
12. Fool's Gold
13. Slow Hands
14. On My Own

## Dates
| Date              | Ville            | Pays       | Salle                      |
| ----------------- | ---------------- | ---------- | -------------------------- |
| Europe            |                  |            |                            |
| 29 août 2017      | Dublin           | Irlande    | Olympia Theatre            |
| 31 août 2017      | Londres          | Angleterre | O2 Shepherd's Bush Empire  |
| 3 septembre 2017  | Stockholm        | Suède      | Annexet                    |
| Océanie           |                  |            |                            |
| 10 septembre 2017 | Sydney           | Australie  | Enmore Theatre             |
| Asie              |                  |            |                            |
| 14 septembre 2017 | Tokyo            | Japon      | Ex Theater Roppongi        |
| Amérique du Nord  |                  |            |                            |
| 19 septembre 2017 | Los Angeles      | États-Unis | Hollywood Palladium        |
| Amérique du Sud   |                  |            |                            |
| 1e octobre 2017   | Rio de Janeiro   | Brésil     | Vivo Rio                   |
| Amérique du Nord  |                  |            |                            |
| 29 octobre 2017   | Philadelphie     | États-Unis | The Fillmore Philadelphia  |
| 31 octobre 2017   | New York         | États-Unis | Beacon Theatre             |
| 1e novembre 2017  | Toronto          | Canada     | Massey Hall                |
| 3 novembre 2017   | Boston           | États-Unis | Orpheum Theatre            |
| 4 novembre 2017   | Silver Spring    | États-Unis | The Fillmore Silver Spring |
| 6 novembre 2017   | Miami            | États-Unis | The Fillmore Miami Beach   |
| 9 novembre 2017   | Lake Buena Vista | États-Unis | House of Blues             |
| 10 novembre 2017  | Atlanta          | États-Unis | Tabernacle                 |
| 13 novembre 2017  | Nashville        | États-Unis | Ryman Auditorium           |
| 15 novembre 2017  | Rosemont         | États-Unis | Rosemont Theatre           |
| 17 novembre 2017  | Dallas           | États-Unis | South Side Ballroom        |
| 20 novembre 2017  | Phoenix          | États-Unis | Comerica Theatre           |
| 22 novembre 2017  | San Francisco    | États-Unis | SF Masonic Auditorium      |

## Concert annulé
| Date              | Ville  | Pays    | Raison |
| ----------------- | ------ | ------- | ------ |
| 26 septembre 2017 | Mexico | Mexique | Séisme |